# سدرو (نیومکزیکو)
سدرو (به انگلیسی: Cedro) یک منطقهٔ مسکونی در ایالات متحده آمریکا است که در شهرستان برنالیو، نیومکزیکو واقع شده‌است. سدرو ۱۳٫۸ کیلومتر مربع مساحت و ۴۳۰ نفر جمعیت دارد و ۲٬۱۵۱٫۹۱ متر بالاتر از سطح دریا واقع شده‌است.